# Loricariichthys brunneus
Loricariichthys brunneus is een straalvinnige vissensoort uit de familie van de harnasmeervallen (Loricariidae). De wetenschappelijke naam van de soort is voor het eerst geldig gepubliceerd in 1828 door Hancock.